# مهارکننده آلدوز ردوکتاز
مهارکننده‌های آلدوز ردوکتاز، دسته‌ای از داروها هستند که به عنوان راهی برای جلوگیری از آسیب‌های چشمی و عصبی در افراد مبتلا به دیابت مورد مطالعه هستند.

## مثال‌ها

Alrestatin
اپالریستت
Fidarestat
Imirestat
Lidorestat
Minalrestat
Ponalrestat
رانیرستات
Salfredin B11
سربینیل
Tolrestat
Zenarestat
Zopolrestat

منابع طبیعی گزارش شده برای مهارکننده‌های آلدوز ردوکتاز عبارتند از: انگور فرنگی هندی، اسفناج، دانه زیره، دانه رازیانه، برگ ریحان، لیمو، فلفل سیاه، پرتقال، برگ کاری، شاهدانه، دارچین و گلسنگ. لوتئولین، نوعی فلاونوئید است که بیشتر در برگ‌ها یافت می‌شود، و مشتقات مصنوعی آنها مهارکننده‌های بالقوه آلدوز ردوکتاز هستند.